# لا تدعني أذهب أبدا (فلم)
فيلم لا تدعني أذهب أبدا يجمع بين الدراما، الرومنسية والخيال العلمي وهو مقتبس عن رواية لـ «كازوو إيشيغيرو» تحمل نفس العنوان، وسيناريو من اعداد الروائي«اليكس غارلاند» واخراج «مارك رومانك».

## نبذة عن الفيلم
قصة لا تدعني أذهب أبدًا مبنية على التاريخ البديل، وهو نوع من الروايات التي تسرد الأحداث التاريخية بنسق مخالف لما حدث في الواقع، وتركز القصة على شخصية كاثي، روث وتومي التي أداها بالترتيب: كاري موليجان، أندرو غارفيلد، كيرا نايتلي، وقد بدأ الفريق الفني في تصوير الفيلم في أبريل 2009 واستمروا لبضعة أسابيع. متنقلين بين أماكن عديدة من بينها قاعة الطلاب للإقامة الداخلية لجامعة سانت أندرو ميلفيل هول في اسكتلندا.
لا تدعني أذهب أبدا أنتجته شركة «DNA أفلام» و«فلم4» بميزانية قدرها 15 مليون دولار.

## قصة الفيلم
قصة ثلاثة من الأصدقاء ولدوا بشكل مأساوي وعليهم أن يعيشوا حياة قصيرة، في مثلث حب تشكل بينهما في وقت وجيز وظرفي.
يقومون بالتبرع بأعضائهم.

## أبرز الممثلين
- «كاري موليجان» في دور كاثي أيتش (Kathy H)
- «إيزابيل ميكل الصغيرة» كاثي في طفولتها
- «كيرا نايتلي» في دور روث سي (Ruth C)
- «إلا بورنل» روث في طفولتها
- «أندرو غارفيلد» في دور تومي دي (Tommy D)
- «شارلي رو» تومي في طفولته
- «سالي هوكينز» في دور المعلمة لوسي
- «شارلوت رامبلينج» في دور المديرة إيميلي
- "ناتالي ريتشارد" أدت شخصية "المادام"
- «دومينال غليسون» بدور رودني
- «أندريا رايزبورو» بدور كريسي.

## آراء النقاد
لقد نال الفيلم ردود فعل ايجابية في العموم، فأحبه واستحسنه معظم النقاد. بينما رأى البعض أن جزئيات هامة من الرواية اندثرت عند تحويلها إلى فيلم، وقد رأى روجر إيبرت وهو أحد نقاد الأفلام ويكتب لجريدة شيكاغو سن تايمز، أن مخرج الفيلم «مارك رومانك» قد أحسن صنعا عندما ساير كاتب الرواية في دفن أي بعد فلسفي أو تاريخي واكتفى بتسليط الضوء على قصة الأصدقاء الثلاثة والسؤال المحوري الذي تثيره القصة: «كيف يمكن أن تعيش مدركا أنه لا يتم اعتبارك إنسانا، بل مصدر استهلاك فقط؟».
و يعتقد نفس الناقد أن الفيلم قد تجنب خطآ جسيما باقحام أحداثه الدرامية في نوع من المواجهة مع الخيال العلمي، فهو يركز أكثر على معاني التعاطف.

## خيبة العائدات
في الاسبوع الخامس من اطلاق الفيلم، نشرت جريدة لوس أنجلوس تايمز مقالا عن الفيلم بعنوان «خيبة أمل تجارية لا يمكن انكارها» وتحدث المقال عن الشكوك التي أثيرت حول احتمال نجاح الفيلم بناء على قلة الاقبال عليه في الأيام القليلة الأولى لعرضه في قرابة 200 صالة عرض إلى درجة أن الموزعين قرروا ايقاف عرضه خلال الأسابيع التي تلت ذلك
فقدرت عائدات الفيلم في أمريكا بما يزيد عن مليوني دولار وفي بقية العالم كله بأكثر من 7 ملايين، وحصد في المجموع ما يقارب 9.5 مليون دولار 
و قد رجحت بعض المصادر من "Fox Searchlight" أن سبب هذه الخيبة يعود إلى بضعة عوامل أساسية منها: توقيت اطلاق الفيلم، صعوبة التأقلم مع الرواية، الآراء المتضاربة للنقاد، وتيرة الفيلم المكتئبة، وقلة القبول لدى المشاهدين من الرجال.

## وصلات خارجية
- مقالات تستعمل روابط فنية بلا صلة مع ويكي بيانات
- «لا تدعني أذهب أبدا» في قاعدة أقلام moviesmw.com